# Phyllophaga schizorhinoides
Phyllophaga schizorhinoides är en skalbaggsart som beskrevs av Moron 2003. Phyllophaga schizorhinoides ingår i släktet Phyllophaga och familjen Melolonthidae. Inga underarter finns listade i Catalogue of Life.